# 山口昇
山口昇（日语：ヤマグチ ノボル，1972年2月11日—2013年4月4日），是日本茨城縣出身的男性輕小說作家、遊戲劇本作家。

## 生平
明治大學政治系畢業。以寫自己參與劇本的遊戲作品小說化（角川Sneaker文庫）而進入小說界。代表作為《零之使魔》，曾改编为4季电视动画。
在2011年7月15日傳出發現末期癌症的消息，並將在当年八月进行手術，后于8月4日在自己的Twitter上通报表示手术顺利完成；而2013年3月，则再次傳出癌症復發的消息，4月4日於新潟市去世，终年41岁。

## 作品列表

### 小說
- 烈風的騎士姬（MF文庫J）
- 零之使魔（MF文庫J）
- Canary ～この想いを歌に乗せて～（角川Sneaker文庫）
- Green Green 鐘之音Fantastic（角川Sneaker文庫）
- Green Green 鐘之音Stand By Me（角川Sneaker文庫）
- 描きかけのラブレター（富士見Mystery文庫）
- 遠く6マイルの彼女（富士見Mystery文庫）
- つっぱれ有栖川
- サンタ・クラリス・クライシス
- 魔法薬売りのマレア
- シスタースプリング
- Strike Witches 索穆斯沒人要中隊（強襲魔女）

### 遊戲
- Canary ～この想いを歌に乗せて～
- 青青校樹
- Gonna Be ??
- 私立秋葉原學園
- 雪之歌
- 魔界天使吉普莉露
- 天空之歌
- Green Green3 ハローグッバイ
- ボーイ・ミーツ・ガール
- きみはぐ
- かみぱに!
- 星之歌

## 外部連結
- hexagon （页面存档备份，存于） （日語）本人blog
- 的X（前Twitter） （日語） 本人推特
- バイク便日記 - （日語）本人的日記（互联网档案馆）